# Фаро і Део (департамент)
Фаро і Део — департамент регіону Адамава в Камеруні. Департамент займає площу 10 435 км² і станом на 2001 рік мав 66 442 населення. Адміністративний центр департаменту знаходиться в Тіньєрі.

## Підрозділи
Департамент адміністративно поділяється на округи та комуни, а потім на села.

### Райони
- Галім-Тіньєр
- Майо-Балео (1 округ: Конча)
- Тіньєр

### Комуни
Департамент має 4 комуни:
- Галім-Тіньєр
- Майо-Балео
- Тіньєр
- Конча

## Дивіться також
- Комуни Камеруну